# Demokratska fronta BH
Die Demokratska fronta BH („Demokratische Front BH“), abgekürzt „DF BH“, ist eine politische Partei, die am 7. April 2013 in Sarajevo als Abspaltung der Sozialdemokratischen Partei von Bosnien und Herzegowina (SDP) gegründet wurde. Mitgründer und erster Vorsitzender ist Željko Komšić.
Die Partei bezeichnet sich selbst als Mitte-links-orientiert. Generalsekretär ist Sifet Podžić. Der Vorstand besteht aus fünf Präsidenten, fünf Vizepräsidenten und 27 weiteren Mitgliedern. Auf Vorschlag von Mitgliedern aus der Republika Srpska sollen alle Dokumente und Symbole der Partei sowohl in lateinischer als auch in kyrillischer Schrift erscheinen.
Bei den Parlamentswahlen am 12. Oktober 2014 gewann die Demokratska fronta aus dem Stand rund 15 Prozent der Stimmen, während die SDP in etwas höherem Umfang an Stimmen verlor. Damit konnte sie mit 5 Abgeordneten in das Abgeordnetenhaus einziehen.